# Kościół św. Michała Archanioła w Romanowie Dolnym
Kościół świętego Michała Archanioła w Romanowie Dolnym – rzymskokatolicki kościół filialny należący do parafii Świętej Marii Magdaleny w Czarnkowie (dekanat czarnkowski archidiecezji poznańskiej). Znajduje się przy głównej drodze we wsi.
Jest to niewielka świątynia wzniesiona z czerwonej cegły, posiadająca cechy stylu eklektycznego. Wybudowana została po 1860 roku jako kościół protestancki. Po zakończeniu II wojny światowej została zaadaptowana jako świątynia rzymskokatolicka. Co roku w dniu 29 września odbywa się w niej odpust.